# El corredor del laberint
El corredor del laberint (The Maze Runner en el seu títol original en anglès) és una novel·la distòpica de l'autor nord-americà James Dashner, publicada el 2009. El llibre va ser publicat per Delacorte Press, un segell de Penguin Random House, amb portada de Philip Straub. La primera edició de la traducció catalana la va publicar l'editorial Fanbooks el setembre del 2014.
El llibre va rebre el reconeixement de la crítica. Va guanyar el premi a la millor novel·la de ficció per a joves adults de la Young Adult Library Services Association l'any 2011. És un dels Best-sellers del New York Times, on va aparèixer a la llista durant 148 setmanes. El corredor del laberint va ser el llibre per a adolescents de l'Any de Kirkus Reviews.
El corredor del laberint és la primera novel·la d’una sèrie. Està seguida, per bé que no cronològicament, per The Scorch Trials (Les proves, 2010) i The Death Cure (2011, El remei mortal). El 2014 es va estrenar una adaptació cinematogràfica, dirigida per Wes Ball per a 20th Century Fox i protagonitzada per Dylan O'Brien en el paper del protagonista, Thomas.

## Argument
En Thomas, un adolescent de setze anys, es desperta en un ascensor metàl·lic que el porta cap a un lloc anomenat Clariana. No recorda res, només el seu nom. En arribar, descobreix que la Clariana és dirigida per dos nois: l'Alby, el líder, i en Newt, el seu segon al comandament. La caixa de l'ascensor puja una vegada a la setmana i porta aliments, eines, roba, medicaments i, de vegades, armes. Cada mes, a la caixa també apareix un noi nou que no recorda res a part del seu nom.
La Clariana està envoltada per murs de formigó de diversos centenars de metres d'alçada. Les parets tenen obertures que es tanquen cada nit. Fora dels murs hi ha el Laberint fet d'alts murs de formigó coberts d'heura que canvien de configuració cada nit. Dins del Laberint hi ha unes estranyes i letals criatures de metall i carn conegudes com a Grius. Els Clarians, així és com s'anomenen els nois que viuen a la Clariana, intenten mantenir-se amb vida així com resoldre el Laberint designant "Corredors" perquè el travessin tan de pressa com puguin mentre segueixen els moviments de les parets i intenten trobar una sortida.
Un dia, després de l'arribada d'en Thomas, arriba una noia anomenada Teresa. És la primera i única noia que arriba a la Clariana i duu un missatge que ho canviarà tot.

## Personatges
Thomas
És el protagonista de la novel·la. L'única cosa que recorda quan arriba a la Clariana és el seu nom, un patró comú entre els Clarians. En Chuck el descriu com un noi d'uns 16 anys, d'alçada mitjana i cabells castanys. Es converteix en un corredor després que ell i en Min-Ho siguin els primers a passar la nit al laberint.
Teresa
Un dels personatges principals. La primera noia i l'última persona a entrar a la Clariana. Quan arriba a la Clariana està en coma. Té els cabells negres, els ulls blaus i la pell relativament pàl·lida.
Alby
És el líder dels Clarians. Es descriu com un "noi de pell fosca amb els cabells curts, la cara ben afaitada". Intenta mantenir l'ordre dins del grup vetllant perquè tots els nois segueixin les regles. Té una estreta relació amb en Newt, el seu segon al comandament. Estava en el grup de 30 que van arribar per primer cop a la Clariana.
Newt
És un dels personatges principals, bon amic d'en Thomas i en Min-Ho. Amb en Thomas és amable i acollidor. És l'amic més proper de l'Alby i el segon al comandament, pren el relleu com a líder quan l'Alby ja no és capaç. En Newt és descrit com a "alt i musculós", amb els cabells rossos que li cauen per les espatlles i una mandíbula quadrada. Abans era un corredor, però va haver de deixar-ho a causa de la seva coixera, que ell atribueix a una persecució amb un Griu.
Min-Ho
Un dels personatges principals. Ell és el Guardià dels Corredors, i s'encarrega de navegar i traçar el mapa del Laberint. Com a corredor, està en molt bona forma i es descriu com "un noi asiàtic amb braços forts i molt musculats i cabells negres curts". És sarcàstic i bromista. Acostuma a reaccionar sense pensar, cosa que el porta a problemes. Ell i en Thomas ràpidament es fan bons amics.
Chuck
Un noi jove i grassonet amb els cabells arrissats. Era el Clarià més nou fins que va arribar en Thomas amb el qual de seguida es fa amic. En Chuck és un "Fregall", un dels Clarians que s'encarrega de les feines desagradables que els altres no volen. Té uns 13 anys.
Gally
El principal antagonista. Gally és un Clarià que viu segons les regles que l'Alby va establir. No confia amb en Thomas i li mostra una immensa antipatia. Ell és el Guardià dels Constructors.
Grius
Criatures biomecàniques que cacen i maten els Clarians al Laberint. Es descriuen com "bèsties grosses com una vaca, boterudes però de formes indefinibles".

## Adaptació cinematogràfica
20th Century Fox va llançar una adaptació cinematogràfica del llibre titulada The Maze Runner el 19 de setembre de 2014. Va ser dirigida per Wes Ball i T. S. Nowlin en va escriure el guió. Dylan O'Brien va protagonitzar la pel·lícula en el paper de Thomas, Thomas Brodie-Sangster va encarnar en Newt, i Kaya Scodelario va interpretar la Teresa. Ki Hong Lee, Blake Cooper, Will Poulter i Aml Ameen van formar part de l'elenc fent de Minho, Chuck, Gally i Alby, respectivament. Patricia Clarkson va donar vida al paper de l'Ava Paige. Dexter Darden va interpretar en Frypan, Alexander Flores va encarnar al Winston, Jacob Latimore va interpretar el Jeff, Randal Cunningham era en Clint, Chris Sheffield va interpretar en Ben i Joe Adler va encarnar en Zart.
El maig de 2024, es va anunciar que estava en desenvolupament una nova entrega, amb Wes Ball com a productor i Jack Paglen contractat com a guionista. La nova entrega es va descriure no com "un remake de la història ni una seqüela directa de la trilogia original", sinó com "una mena de continuació de la història, però també un retorn als elements que van fer que la primera pel·lícula connectés amb el seu públic."